# 바슈랭 데 보주
바슈랭 데 보주(프랑스어: vacherin des Bauges) 또는 바슈랭 드 사부아(프랑스어: vacherin de Savoie)는 프랑스 론알프의 보주산맥(massif des Bauges) 아용계곡(vallée d'Aillon) 지역에서 생산되는 바슈랭 치즈이다.

## 같이 보기
- 바슈랭 몽도르
- 바슈랭 프리부르주아
- 툼 드 사부아